# Rhetus arthurianus
Rhetus arthurianus är en fjärilsart som beskrevs av Sharpe 1890. Rhetus arthurianus ingår i släktet Rhetus och familjen Riodinidae. Inga underarter finns listade.